# 若江八人衆
若江八人衆（わかえはちにんしゅう）は、豊臣秀次の家臣団の通称。後に石田三成に仕えたものが多く、その多くが関ヶ原の戦いで戦死した。

## 概要
多くの武将は三好康長に仕えていた家臣であるが、豊臣秀吉が人選して甥で後継者候補の豊臣秀次の配下にしたものである。八人衆は秀次をよく補佐し、各地を転戦しつつ武名をあげた。
しかし、文禄2年（1593年）に秀吉に嫡男・秀頼が生まれると事態は急変し、関白の地位に就いていた秀次の立場は微妙になった。秀次は将来に不安を抱き、京都などで辻斬りなどを起こし「殺生関白」という悪名を広めたなどと巷談が残るが、失脚事件全体に様々な推測があり、陰謀説など諸説が議論されており、現在でも実情は不明である。このころ秀吉は秀次の処分を考え始めたとされ、その直後に秀次の謀反の噂が広まった。秀次の補佐役を任されていた前野長康は弁明に奔走する。また石田三成も秀次助命のために、秀吉に「秀次公は無実であること」（『五宗記』）を直訴したとされるが、秀吉は高野山へ追放の上に切腹させた。
秀次の豊臣家が断絶したため、若江八人衆を含め多くの武将が浪人となった。石田三成は無実であった秀次の家臣団を哀れみ、また、浪人増加による社会不安を防ぐため、多くの秀次家臣を石田家に受け入れた、とする説がある。秀次家と石田家は同じ近江の国を所領とするため、家臣団の再配置に不便が無かったことも推察される。ともあれ旧秀次家臣団を登用することで、石田家中の軍事的能力は高まった。若江八人衆のうち三成の家臣となったものは、慶長5年（1600年）の関ヶ原の戦いに参加し、討ち死にするものがある一方、その能力を買われ、戦後の石田家改易後も別の家中に雇用されるなどしている。また、藤堂良政は縁戚の藤堂家に仕え、関ヶ原の戦いの際に旧八人衆が多く所属する石田隊と交戦し、戦死している。

## 関ヶ原の戦いでの戦歴
- 大場土佐（石田隊右翼を守備し奮戦する。戦後は生き残って蜂須賀至鎮に仕えた）
- 大山伯耆（石田隊先鋒として奮戦、討死）
- 高野越中（関ヶ原では石田隊で奮戦して生き残り、戦後は浅野幸長に仕えた）
- 藤堂良政（東軍・藤堂隊先鋒として奮戦、討死）
- 舞兵庫（石田隊先鋒として奮戦、嫡男とともに討死）
- 牧野成里（石田隊後方を守備、戦後は生き残って徳川氏の旗本となる）
- 森九兵衛（石田隊先鋒として前方柵を防衛、奮戦し討死）
- 安井喜内（秀次没後は浅野幸長に仕え、大坂の陣では徳川方として参加）

## 異説
「若江八人衆」ではなく、「若江七人衆」であるという説もある。また、構成員の中には秀次の近侍として仕えた富田高定を含める場合もあるなど、史料によっては八人ではなく七人ともされ、さらに構成人物にも異説がある。